# Шон Джордан
Шон Джордан (англ. Shaun Jordan, 1 лютого 1968) — американський плавець.
Олімпійський чемпіон 1988, 1992 років.
Переможець Пантихоокеанського чемпіонату з плавання 1991 року.